# Kiran Desai
Pour les articles homonymes, voir Desai.
Kiran Desai (née à New Delhi, le 3 septembre 1971) est une écrivaine indienne, la fille de la romancière et nouvelliste Anita Desai. De citoyenneté indienne, elle est résidente permanente aux États-Unis. 
Son deuxième roman, La Perte en héritage (The Inheritance of Loss) lui a notamment valu le Prix Booker en 2006.

## Biographie
Née en Inde, Kiran Desai a vécu dans son pays natal jusqu'à l'âge de 14 ans. Elle et sa mère quittent alors l'Inde pour Londres où elles vivent une année puis, finalement, partent et s'installent aux États-Unis.
Kiran Desai étudie la littérature au Bennington College de Bennington dans l'État du Vermont, à l'université Hollins dans l'État de Virginie et à l'université Columbia à New York. 
Elle interrompt ses études à l'université Columbia durant deux années, laps de temps pendant lequel elle collabore au magazine The New Yorker et écrit son premier roman. Ce dernier, intitulé Le Gourou sur la branche (Hullabaloo in the Guava Orchard), publié en 1998, est élogieusement critiqué, notamment par Salman Rushdie et remporte le Betty Trask Award, prix décerné par la Société des auteurs à un premier roman d'un écrivain âgé de moins de 35 ans et citoyen du Commonwealth.
Elle publie son deuxième roman, La Perte en héritage (The Inheritance of Loss) en 2006. Également saluée par la critique en Asie, en Europe et aux États-Unis, cette nouvelle œuvre obtient le Prix Booker,
 en 2006 et le National Book Critics Circle Award dans la catégorie fiction.